# Brama Dawida

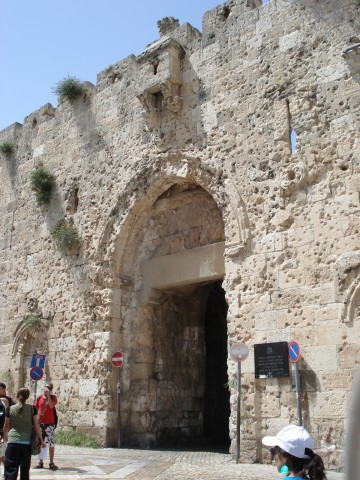
Brama Dawida w Jerozolimie.

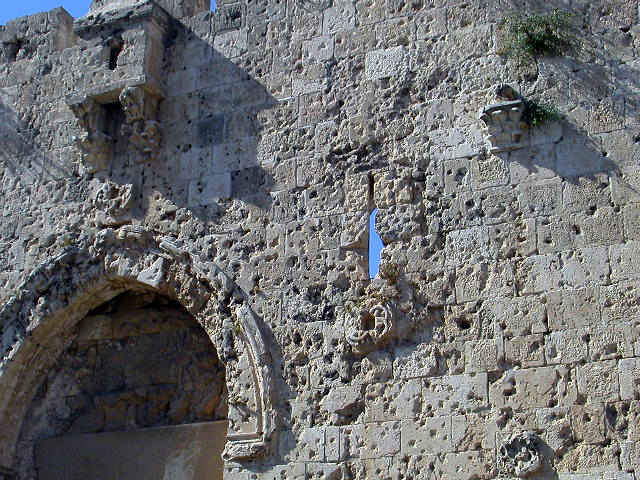
Ślady po kulach na Bramie Dawida.

Brama Dawida, również Brama Syjońska (hebr. ‏שער ציון‎, Sza’ar Cijjon; arab. ‏باب النبي داود‎, Bab Harat al-Jahud) – jedna z ośmiu bram Starego Miasta Jerozolimy. Wchodzi się przez nią do Dzielnicy Ormiańskiej i Dzielnicy Żydowskiej.
Bierze swą nazwę od imienia biblijnego króla Dawida, którego domniemany grób tradycja żydowska i muzułmańska, a wcześniej chrześcijańska widzieć chciała w cenotafie ustawionym w synagodze pod salą górną Wieczernika.

## Historia
Brama została wybudowana w 1540 przez Sulejmana Wspaniałego. W średniowieczu nazywana była Bramą Dzielnicy Żydowskiej.
Podczas Wojny o Niepodległość w 1948 żydowskie oddziały Palmach usiłowały przebić się przez Bramę Dawida do Dzielnicy Żydowskiej na Starym Mieście. Po zwycięstwie Jordańczyków, Brama Dawida była zamknięta dla Żydów do 1967, kiedy to po Wojnie Sześciodniowej Izraelczycy zdobyli miasto.
Przez bramę wchodzi się na teren dzielnicy żydowskiej. Po zewnętrznej stronie bramy znajdują się: Wieczernik, niedokończony kościół ormiański Najświętszego Zbawiciela z pozostałościami Domu Kajfasza, klasztor franciszkański Ad Cœnaculum, benedyktyńskie niemieckojęzyczne Opactwo Zaśnięcia Najświętszej Maryi Panny oraz szereg cmentarzy chrześcijańskich.